# 新札幌乳業
新札幌乳業株式会社（しんさっぽろにゅうぎょう）は、北海道札幌市厚別区にある独立系乳業メーカー。

## 沿革
- 1953年（昭和28年）4月 - 札幌市厚別酪農業協同組合として発足。
- 1958年（昭和33年）9月 - バター製造許可受理、生産開始。
- 1960年（昭和35年）4月 - 市乳事業開始。
- 1973年（昭和48年）2月 - ブロックパック（1000ml紙容器）営業許可受理。
- 1974年（昭和49年）8月 - UHTプレート殺菌機導入。
- 1978年（昭和53年）5月 - 乳飲料、清涼飲料製造室改築完成。
- 1982年（昭和57年）6月 - 現住所に工場移転。
- 1983年（昭和58年）2月 - ヨーグルト、プリン製造開始。
- 1987年（昭和62年）3月 - ヨーグルトデザート充填全自動マシン設置。
- 1989年（平成元年）4月1日 - 株式会社に組織変更。新札幌乳業株式会社を設立。
- 1990年（平成2年）4月 - さわやか牛乳製造開始。
- 1995年（平成7年）3月 - 第2工場が完成し、操業を開始。
- 1997年（平成9年）4月 - 4階建の新社屋が完成。チーズ製造室を新設し、製造開始。
- 2003年（平成15年）3月 - 組合の創立から50周年を迎える。
- 2004年（平成16年）5月 - 新工場の建設を開始。
- 2005年（平成17年）5月 - HACCP対応新工場が完成。
- 2006年（平成18年）4月 - 関東営業所を設置。
- 2007年（平成19年）5月 - HACCPを取得。
- 2009年（平成21年）4月 -「北海道小林牧場物語」ブランドを立ち上げ。
- 2012年（平成24年）4月 - 殺菌乳部門が「SQF」を取得。
- 2015年（平成27年）
  - 2月 - 生乳貯乳タンクを設置。ヨーグルト新容器チルドカップ充填機を導入。
  - 3月 - 牛乳冷却装置を増強。
  - 5月 - チーズ部門を増床。業務用牛乳充填機を導入。冷蔵庫内パレタイザーを設置。
- 2016年（平成28年）9月 ‐ 飲むヨーグルト発酵タンクを増強。
- 2017年（平成29年）
  - 2月 - 飲むヨーグルト500gボトルラインを増強・更新。
  - 8月 - 牛乳無菌サージタンクを導入。
  - 9月 - 業務用BIB自動充填機を導入。
- 2018年（平成30年）7月 - 関東営業所から東京営業所に変更。
- 2020年（令和2年）
  - 1月 - 市乳部門国際規格「FSSC22000」を取得。
  - 4月 - バター充填機を導入。
  - 6月 - 市乳キャップ付き充填機を導入。

## 所在地
- 本社・工場 - 札幌市厚別区厚別東4-1-1-7
- 東京営業所 - 東京都台東区台東3-31-4　パーク・グランディ201

## その他
- 手づくりカマンベールチーズは第4回ALL JAPANナチュラルチーズコンテストで優秀賞を受賞
- 手づくりカッテージチーズは第6回ALL JAPANナチュラルチーズコンテストで優秀賞を受賞
- 手づくりブルーチーズと手づくりゴーダチーズはは第7回ALL JAPANナチュラルチーズコンテストで優秀賞を受賞
- 「北海道小林牧場物語」というブランドで牛乳、ヨーグルト、チーズを製造、販売。